# Laze nad Krko
Laze nad Krko este o localitate din comuna Ivančna Gorica, Slovenia, cu o populație de 34 de locuitori.